# Marquage d'un ralentisseur en France
Le marquage au sol d'un ralentisseur en France est composé de triangles blancs (parfois appelés « dents de requin ») disposés dans le sens de la circulation.
Ce dernier est fixé par l'instruction interministérielle de la signalisation routière (IISR) et varie selon les conditions de réalisation et d'implantation du ralentisseur.

## Réglementation

### Dos-d'âne

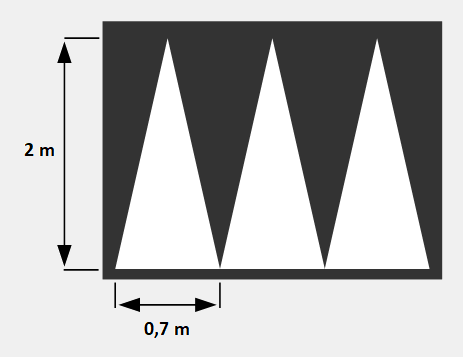
Marquage au sol réglementaire d'un ralentisseur type dos-d'âne en France.

Fixé par l'arrêté du 16 février 1988 relatif à l'approbation de modifications de l'IISR, le volet n°7 concernant les marques sur chaussée précise que « La présence d'un ralentisseur de type dos-d'âne est
signalé par un marquage constitué d'un ensemble de
trois triangles blancs, disposé sur le ralentisseur dans
l'axe de chaque voie de circulation et dont les pointes
sont orientées dans le sens normal de la circulation. Ce
marquage n'est pas obligatoire dans les zones 30 [article 63-1] ».
Entre autres, ces triangles doivent être disposés sur le ralentisseur et non avant la surélévation, sur la chaussée. Les pointes de ces derniers doivent être orientés dans le sens normal de la circulation, la base du triangle au bas de la surélévation et la pointe au sommet.

### Plateaux surélevés et coussins, en agglomération
Utilisés dans le but de modérer la vitesse des automobilistes en zone urbaine, les plateaux surélevés et les ralentisseurs trapézoïdaux doivent posséder des triangles contigus sur les rampes et qui concernent toute la largeur de la chaussée. 

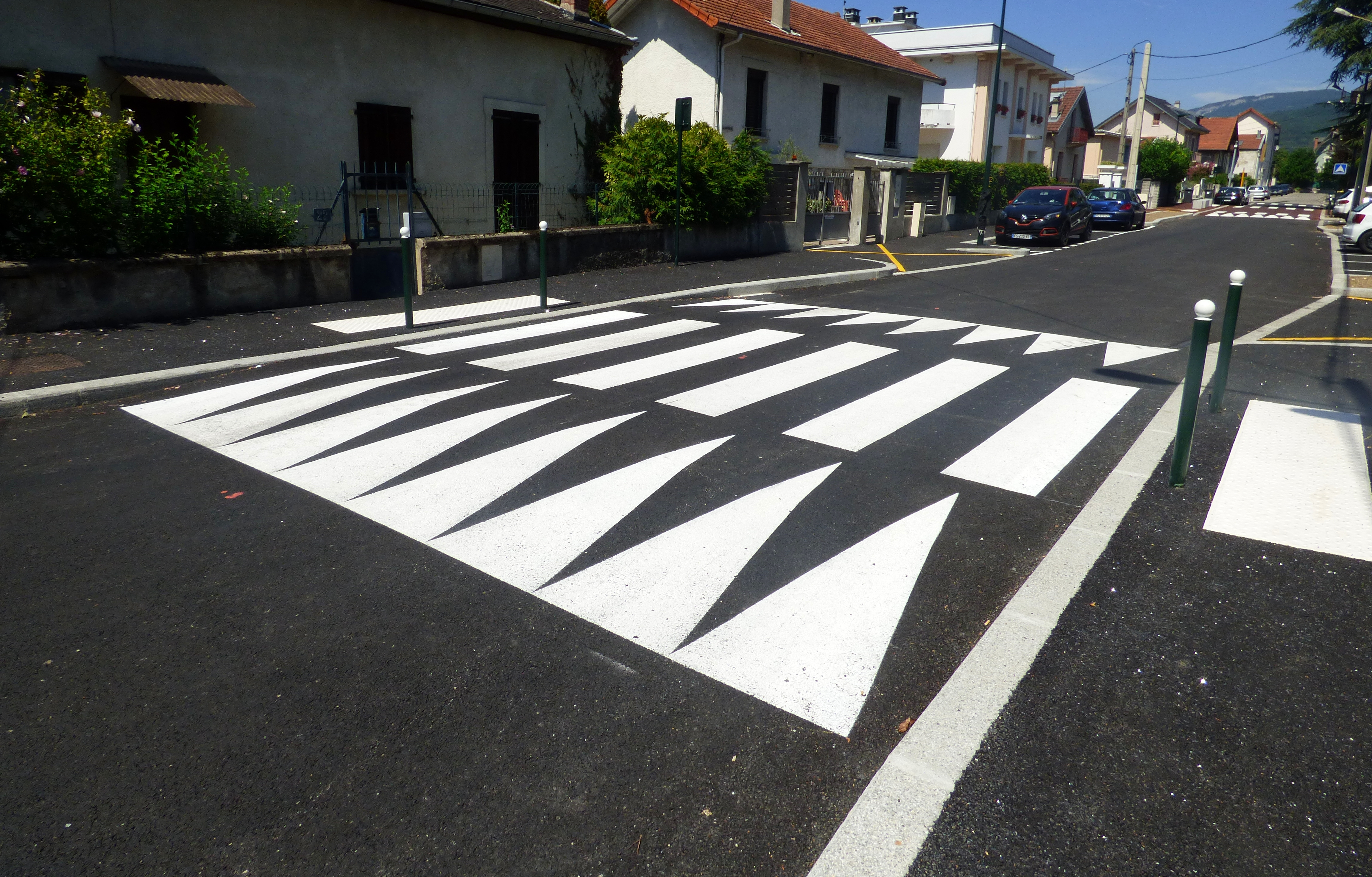
Un passage pour piétons sur un plateau surélevé en ville.

La base du triangle est également de 0,7 m mais le triangle doit s'étendre sur toute la longueur de la rampe. Ces dispositions ne sont pas obligatoires en zone 30 et si le matériau de la chaussée (couleur différente) permet une bonne perception de l'aménagement.
Pour les coussins, trois triangles doivent être réalisés avec une base de 0,5 m avec un triangle s'étendant sur toute la longueur de la rampe.
Dans ces deux cas, les pointes des triangles doivent également être orientés dans le sens normal de la circulation, la base du triangle au bas de la surélévation et la pointe au sommet.

### Passages pour piétons surélevés
Sur un passage pour piétons surélevé, les bandes blanches rectangulaires de ce dernier doivent être prolongées de 50 cm de part et d'autre du plateau, dans un souci de lisibilité, si les triangles n'ont pas été réalisés. 
Le passage pour piétons surélevé est conseillé sur les axes où le trafic est supérieur à 3 000 véhicules par jour.

### Non-respect de la réglementation
En cas d'incident ou d'accident sur le réseau routier public, les usagers « bénéficient de la présomption de défaut d'entretien de l'ouvrage ». La collectivité responsable des ouvrages doit donc prouver l'entretien normal de ce dernier. 
En cas de manquement à la loi et aux règlements, des poursuites pénales peuvent être engagées, relatives au Code pénal.